# Roger Cross
Roger R. Cross, född 19 oktober 1966 i Jamaica, är en kanadensisk skådespelare som har roller i filmer såsom X-men 2 och TV-serien 24. Han har även medverkat i en borttagen scen i filmen Final Destination 2.

## Fotnoter
1. ↑  Internet Movie Database, läst: 26 juni 2019.[källa från Wikidata]
2. ↑  läs online, www.tvguide.com .[källa från Wikidata]